# Aglais
Aglais je rod babočkovitých motýlů, jeden z rodů česky nazývaných babočka. Řadí se do tribu babočky (Nymphalini), typovým druhem je babočka kopřivová, podle Linného Papilio urticae (dnes spíše Aglais urticae). Do tohoto rodu se například podle jednoho pojetí řadí:
- Aglais caschmirensis
- Aglais connexa
- Aglais milberti
- Aglais nixa
- Aglais rizana
- Aglais urticae – babočka kopřivová